# Fonografia
Fonografia (z gr. „zapis dźwięku”) – technika lub dział przemysłu zajmujący się zapisywaniem (i odtwarzaniem) dźwięku i muzyki.
Mianem fonografii określa się również dorobek nagrań artysty lub zespołu muzycznego.

## Historia
Za początek fonografii uważa się rok 1878, kiedy to Thomas Alva Edison wynalazł walcowy fonograf. 
Początkowo dźwięk zapisywany był w sposób analogowy. Rozwój technologii pozwalał na doskonalenie metod zapisu, początkowo na walcach (fonograf Edisona), później na dyskach (płyta winylowa) oraz taśmie magnetycznej (kaseta magnetofonowa). Głównym mankamentem zapisu analogowego jest postępująca z czasem stopniowa utrata jakości, wynikająca z mechanicznego zużywania się elementów nośnych.
Wraz z rozwojem mikroprocesorów i komputerów pojawiła się możliwość zapisu cyfrowego, który gwarantował bezstratne przechowywanie informacji dźwiękowej. Początkowo używano kaset magnetofonowych, jednak w latach 80. XX wieku głównym nośnikiem komercyjnej muzyki stała się płyta kompaktowa. Obecnie możliwe jest przechowywanie informacji na innych nośnikach, np. pamięć flash lub przenośny twardy dysk (wykorzystany w odtwarzaczu iPod). 